# Cordilheira Nahoni
A Cordilheira Nahoni é uma cordilheira localzia no Território de Yukon, Canadá. Possui uma área de 4.535 km² é um dos sistemas da Cordilheira Ogilvie, que forma a Cordilheira de Yukon.